# Rui Sanches
Rui Alves da Silva Sanches OC • CGC (Coimbra, 20 de Abril de 1919 – Lisboa, 16 de Junho de 2009) foi um engenheiro civil e político português.

## Família
Era filho de Álvaro Duarte da Silva Sanches e de sua mulher Arminda das Neves Alves Caetano, irmã do Prof. Marcelo Caetano.

## Biografia
Formou-se em Engenharia Civil, concluindo o curso em 1941, na Faculdade de Engenharia do Porto, começando a sua carreira profissional no Ministério das Obras Públicas, na extinta Junta Autónoma das Obras de Hidráulica Agrícola, após o que ingressou na Direcção-Geral dos Serviços Hidráulicos. Foi Engenheiro-residente da obra de rega da Veiga de Chaves, da barragem de Vale de Gaio, da obra de rega do Vale do Sado e da barragem de Silves. Chefiou a missão de Estudos Hidráulicos do Estado Português na Índia. Em 1948 foi adjunto da Missão de Estudos Hidráulicos ao sul de Angola. Em 1946 exerceu os lugares de Chefe da Fiscalização da barragem do Biópio e da Brigada Técnica de Fomento e Povoamento do Cunene, em Angola, nos anos de 1951 e 1953.
Regressando à Direcção-Geral dos Serviços Hidráulicos, foi escolhido para chefiar a Repartição de Projectos da Direcção dos Serviços de Aproveitamento Hidráulicos, ascendendo, em 1961, ao cargo de Diretor dos mesmos serviços, que desempenhou até Fevereiro de 1967 ao ser promovido a Inspector-Superior de Obras Públicas. Exerceu também as funções de Membro da Comissão de Planeamento dos Novos Centros Produtores de Energia Eléctrica, Vogal do Conselho Técnico da Junta de Colonização Interna, Vogal substituto do Conselho Superior de Electricidade e Membro das Comissões Nacionais Portuguesas das Grandes Barragens de Irrigação e Drenagem e das Distribuições de Água. Foi nomeado Subsecretário de Estado das Obras Públicas, em 12 de Abril de 1967. Em 27 de Setembro de 1968 foi nomeado Ministro das Obras Públicas e em 14 de Janeiro de 1970 nomeado Ministro das Comunicações, regendo as duas pastas até 25 de Abril de 1974.

### Condecorações
Foi feito Oficial da Ordem Militar de Cristo a 21 de Junho de 1949, tendo sido elevado a Grã-Cruz da mesma Ordem a 25 de Abril de 1970, e foi feito Comendador da Ordem do Mérito Civil de Espanha.
A 3 de Setembro de 1972 foi feito 73.º Sócio Honorário do Ginásio Clube Figueirense.

## Casamento e descendência
Casou em Lisboa a 12 de Maio de 1945 com Maria do Rosário de Lara Alegre do Amaral (Alcácer do Sal, 13 de Agosto de 1925), de quem teve dois filhos e quatro filhas.